# Diamond Life (альбом Sade)
Diamond Life — дебютный студийный альбом английской группы Sade. Он был выпущен 16 июля 1984 году на студии Epic Records в Великобритании, и 27 февраля 1985 года на Portrait Records в США 
Имея положительные отзывы музыкальных критиков, Diamond Life получил престижную награду Brit Awards в 1985 году в категории «Лучший британский альбом» (Best British Album). Альбом имел коммерческий успех, занимал высокие позиции в хит-парадах: первые места в Австрии, Германии, Нидерландах, Новой Зеландии, Франции, Швейцарии, был вторым в Великобритании (UK Albums Chart) и пятым в США (Billboard 200), получив платиновый сертификат в этих двух странах. Тираж Diamond Life составил более шести миллионов копий в мире. Видеоклип песни «Smooth Operator», который снимал режиссёр Джулиан Темпл было номинировано на две награды MTV Video Music Awards в номинациях «Лучшее женское видео» и «Лучший новый исполнитель».
В 2010 году он также был среди 10 номинантов на звание лучшего британского альбома за последние 30 лет, уступив только (What’s the Story) Morning Glory? группы Oasis. Издание Pitchfork включило Diamond Life под десятым номером в список 200 лучших альбомов 1980-х годов (The 200 Best Albums of the 1980s).

## История
Поработав в небольшом модельном ателье по пошиву мужской одежды в Лондонской Chalk Farm, а также фотомоделью, Шаде Аду начала петь в бэк-вокале с британской группой Pride, за это время она заключила партнерские отношения с гитаристом и саксофонистом Pride Стюартом Мэтьюменом. Они вместе и при поддержке ритм-секции Pride Пола Энтони Кука и Пола Денмена, начали делать свои собственные сеты на концертах Pride. Её сольное исполнение песни «Smooth Operator» привлекло внимание звукозаписывающих компаний и в 1983 году Аду и Мэтьюмен, отдельно от Pride, но вместе с басистом Полом Денменом и барабанщиком Полом Энтони Куком сформировали группу Sade. В мае 1983 года Sade впервые выступили в Соединенных Штатах, в Danceteria Club в Нью-Йорке. 18 октября 1983 года вокалистка Шаде Аду подписала контракт с Epic Records, а остальные участники группы подписали контракт с ней в 1984 году.

## Отзывы
Альбом получил положительные отзывы музыкальной критики и интернет-изданий: AllMusic, Encyclopedia of Popular Music, The Great Rock Discography, Rolling Stone Smash Hits,The Village Voice.

## Коммерческий успех
Diamond Life достиг второго места в британском официальном хит-параде UK Album Chart и 2 марта 1987 года получил платиновый сертификат British Phonographic Industry (BPI) за тираж 1,2 млн копий в Великобритании. В США диск достиг пятого места в хит-параде Billboard 200 и 2 февраля 1995 года получил 4-кр. платиновый сертификат ассоциации Recording Industry Association of America (RIAA) за тираж более 4 млн копий. После начала работы цифрового подсчёта сервиса Nielsen SoundScan тираж добавил ещё 983 000 копий в США.Кроме того, альбом возглавил хит-парады таких стран как Австрия, Германия, Нидерланды, Новая Зеландия, Франция, Швейцария. Общемировой тираж Diamond Life превысил 6 млн копий, став одним из самых успешных дебютов 1980-х годов и лучшим дебютом для британских певиц (рекорд сохранялся до 2008 года, когда вышел диск Rockferry певицы Даффи).

## Список композиций
| №  | Название                           | Автор(ы)                           | Длительность |
| -- | ---------------------------------- | ---------------------------------- | ------------ |
| 1. | «Smooth Operator»                  | Шаде Аду Рэй Сент-Джон [англ.]     | 4:58         |
| 2. | «Your Love Is King»                | Аду Стюарт Мэтьюмен                | 3:41         |
| 3. | «Hang On to Your Love»             | Аду Мэтьюмен                       | 5:55         |
| 4. | «Frankie’s First Affair»           | Аду Мэтьюмен                       | 4:39         |
| 5. | «When Am I Going to Make a Living» | Аду Мэтьюмен                       | 3:27         |
| 6. | «Cherry Pie»                       | Аду Мэтьюмен Эндрю Хэйл Пол Денмен | 6:20         |
| 7. | «Sally»                            | Аду Мэтьюмен                       | 5:23         |
| 8. | «I Will Be Your Friend»            | Аду Мэтьюмен                       | 4:45         |
| 9. | «Why Can’t We Live Together»       | Тимми Томас                        | 5:28         |

Некоторые издания на кассетах (в США и Канаде) использовали стандартный список треков (указан выше). В других изданиях использовался другой список треков, который включал «Smooth Operator/Snake Bite» и «Love Affair with Life» из сингла «Your Love Is King».
| №  | Название                           | Автор(ы)                          | Длительность |
| -- | ---------------------------------- | --------------------------------- | ------------ |
| 1. | «Smooth Operator»/«Snake Bite»     | Аду St. John/Мэтьюмен Хэйл Денмен | 7:28         |
| 2. | «Your Love Is King»                | Аду Мэтьюмен                      | 3:41         |
| 3. | «Hang On to Your Love»             | Аду Мэтьюмен                      | 5:55         |
| 4. | «Frankie’s First Affair»           | Аду Мэтьюмен                      | 4:39         |
| 5. | «When Am I Going to Make a Living» | Аду Мэтьюмен                      | 3:27         |

| №   | Название                     | Автор(ы)                 | Длительность |
| --- | ---------------------------- | ------------------------ | ------------ |
| 6.  | «Cherry Pie»                 | Аду Мэтьюмен Хэйл Денмен | 6:20         |
| 7.  | «Sally»                      | Аду Мэтьюмен             | 5:23         |
| 8.  | «I Will Be Your Friend»      | Аду Мэтьюмен             | 4:45         |
| 9.  | «Why Can’t We Live Together» | Томас                    | 5:28         |
| 10. | «Love Affair with Life»      | Аду                      | 4:35         |

## Участники записи
- Шаде Аду — вокал
- Стюарт Мэтьюмен — гитара, саксофон
- Пол С. Денмен — бас
- Гордон Мэтьюмен — труба
- Тэрри Бэйли — труба
- Эндрю Хэйл — клавишные
- Мартин Дичем — перкуссия
- Дейв Эрли — перкуссия, барабаны
- Пол Кук — барабаны

## Синглы
- «Your Love Is King» (Epic, 1984, Portrait, 1985)
- «When Am I Going to Make a Living» (Epic, 1984)
- «Smooth Operator» (Epic, 1984, Portrait, 1985)
- «Hang On to Your Love» (Portrait, 1984, Epic, 1994)

## Награды и номинации

### Brit Awards
Ежегодная музыкальная награда Brit Awards присуждается British Phonographic Industry.
| Год  | Номинируемая работа | Категория                  | Результат | Ссылки        |
| ---- | ------------------- | -------------------------- | --------- | ------------- |
| 1985 | Diamond Life        | British Album of the Year  | Победа    | [ 35 ] [ 36 ] |
| 1985 | «Smooth Operator»   | British Video of the Year  | Номинация | [ 35 ] [ 36 ] |
| 1985 | Sade                | British Female Solo Artist | Номинация | [ 35 ] [ 36 ] |

### Grammy Awards
Ежегодная музыкальная награда Grammy Awards присуждается по выбору National Academy of Recording Arts and Sciences США.
| Год  | Номинируемая работа | Категория       | Результат | Ссылки |
| ---- | ------------------- | --------------- | --------- | ------ |
| 1986 | Sade                | Best New Artist | Победа    | [ 38 ] |

### MTV Video Music Awards
MTV Video Music Awards учреждена в 1984 каналом MTV.
| Год  | Номинируемая работа | Категория                                       | Результат | Ссылки |
| ---- | ------------------- | ----------------------------------------------- | --------- | ------ |
| 1985 | «Smooth Operator»   | MTV Video Music Award за лучшее женское видео   | Номинация | [ 39 ] |
| 1985 | «Smooth Operator»   | MTV Video Music Award за лучшее видео дебютанта | Номинация | [ 39 ] |

## Позиции в чартах
| Чарт (1984—85)                          | Высшая позиция |
| --------------------------------------- | -------------- |
| Австралия (Kent Music Report)           | 6              |
| Австрия (Ö3 Austria)                    | 1              |
| Канада (RPM Top Albums/CDs)             | 7              |
| Нидерланды (Album Top 100)              | 1              |
| Европа (European Albums, Music & Media) | 1              |
| Финляндия (Suomen virallinen lista)     | 3              |
| Франция (IFOP)                          | 1              |
| Германия (Offizielle Top 100)           | 1              |
| Новая Зеландия (RMNZ)                   | 1              |
| Норвегия (VG-lista)                     | 20             |
| Швеция (Sverigetopplistan)              | 18             |
| Швейцария (Schweizer Hitparade)         | 1              |
| Великобритания (UK Albums Chart)        | 2              |
| США (Billboard 200)                     | 5              |
| США (Billboard Top Jazz Albums)         | 5              |
| США (Billboard Top R&B/Hip-Hop Albums)  | 3              |

| Чарт (1984)                     | Позиция |
| ------------------------------- | ------- |
| Австралия (Kent Music Report)   | 60      |
| Австрия (Ö3 Austria)            | 11      |
| Великобритания (Gallup Poll)    | 7       |
| Италия (FIMI)                   | 7       |
| Нидерланды (MegaCharts)         | 2       |
| Новая Зеландия (RMNZ)           | 15      |
| ФРГ (Offizielle Top 100)        | 13      |
| Швейцария (Schweizer Hitparade) | 10      |

| Чарт (1985)                             | Позиция |
| --------------------------------------- | ------- |
| Австралия (Kent Music Report)           | 32      |
| Австрия (Ö3 Austria)                    | 10      |
| Канада (Top Albums/CDs, RPM)            | 23      |
| Нидерланды (MegaCharts)                 | 4       |
| Германия (Offizielle Top 100)           | 10      |
| Новая Зеландия (RMNZ)                   | 30      |
| Швейцария (Schweizer Hitparade)         | 24      |
| Великобритания (UK Albums, OCC)         | 19      |
| США (Billboard Top Pop Albums)          | 24      |
| США (Top Jazz Albums, Billboard)        | 14      |
| США (Top R&B/Hip-Hop Albums, Billboard) | 12      |

| Чарт (1986)                        | Позиция |
| ---------------------------------- | ------- |
| Австралия (Kent Music Report)      | 100     |
| Нидерланды (MegaCharts)            | 60      |
| США (Billboard Top Popular Albums) | 61      |
| США (Top Jazz Albums, Billboard)   | 35      |

## Сертификации
| Регион | Сертификация  | Продажи    |
| --- | ------------- | ---------- |
| Австралия (ARIA) | 4× Платиновый | 280 000^   |
| Канада (Music Canada) | 2× Платиновый | 200 000^   |
| Франция (SNEP) | 2× Платиновый | 600 000*   |
| Германия (BVMI) | Платиновый    | 500 000^   |
| Нидерланды (NVPI) | Платиновый    | 100 000^   |
| Новая Зеландия (RMNZ) | Платиновый    | 15 000^    |
| Испания (PROMUSICAE) | Золотой       | 50 000^    |
| Швейцария (IFPI Switzerland)                                                                                             | 2× Платиновый | 100,000^   |
| Великобритания (BPI) | 4× Платиновый | 1 200 000^ |
| США (RIAA) | 4× Платиновый | 4 000 000^ |
| США (RIAA) · Video | Золотой       | 50 000^    |
| * Данные о продажах приведены только на основе сертификации. ^ Данные о тиражах приведены только на основе сертификации. |               |            |